# Perdita albovittata
Perdita albovittata là một loài Hymenoptera trong họ Andrenidae. Loài này được Cockerell mô tả khoa học năm 1895.